# 海外發行局

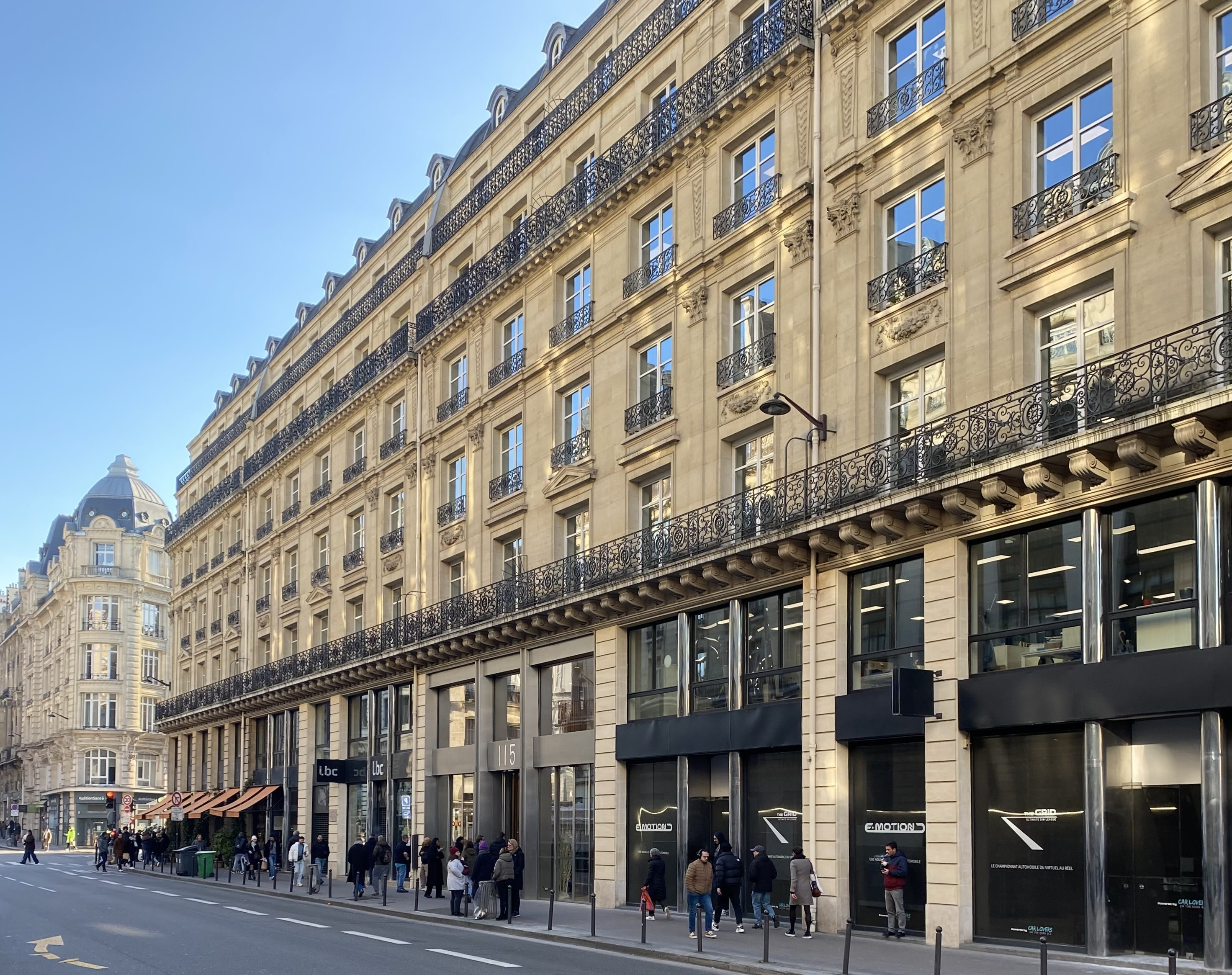
海外發行局所在地

海外發行局（Institut d'Émission d'Outre-Mer、IEOM）是法國的一個機構，也是太平洋法郎的發行單位。海外發行局成立於1966年:119。 

## 外部連結
- 官方网站 （法語）
- IEOM Duties and Activities （页面存档备份，存于） （英語）